# Жамблу (аббатство)
Аббатство Жамблу́ (фр. Gembloux) — бенедиктинское аббатство в Бельгии, в городе Жамблу, провинция Намюр. Основано в X веке, одно из старейших средневековых аббатств Бельгии. В аббатстве Жамблу подвизались известные писатели и хронисты XI—XIII веков Сигеберт из Жамблу, Гильберт Мартин из Жамблу и другие. Было закрыто во время Великой Французской революции, в настоящее время строения бывшего аббатства принадлежат факультету агрономии и биоинженерии Льежского университета.

## История
Монастырь на берегу небольшой реки Орно был основан около 945 бенедиктинским монахом Викбертом Горзским, позднее причисленным к лику святых. Аббатство было посвящено святому Петру и местночтимому святому Экзуперу. Годом позже император Оттон I утвердил основание аббатства и пожаловал ему ряд привилегий. Первым аббатом стал Эрлуин, в то же время Гильберт также патронировал монастырь вплоть до своей смерти и был в нём похоронен.
Расцвет монастыря пришёлся на XI—XII века. Аббатство то попадало в зависимость от льежского епископа, то восстанавливало независимый статус. При аббате Ольберте (1012—1048) была выстроена монастырская церковь, он и последующие аббаты Мисах (1048—1071), Титмар (1071—1092), Литхард (1092—1115) и Ансельм (1115—1136) многое сделали для развития аббатства, монастырской библиотеки и превращения Жамблу в один из главных интеллектуальных центров региона. Вокруг монастыря постепенно вырос город Жамблу.
Почти всю свою жизнь провёл в аббатстве знаменитый средневековый историк, хронист и агиограф Сигеберт из Жамблу. После его смерти два его главных труда также продолжили монахи Жамблу, всемирную хронику — аббат монастыря Ансельм, а историю настоятелей Жамблу — монах Готтшалк. Ещё одним известным историком и хронистом аббатства стал Гильберт Мартин из Жамблу (1124—1213).
В 1157 и 1185 году монастырь пострадал от пожаров, после чего начал постепенно клониться к упадку. В 1598 году он был разграблен гугенотами, в XVIII веке ещё несколько раз горел. Предпринимались попытки реставрации, в частности была построена новая аббатская резиденция в стиле классицизм, но в 1793 году монастырь был окончательно закрыт революционным правительством.

## Современность
От исторических построек X—XII веков до наших дней не сохранилось почти ничего. Единственные уцелевшие постройки — аббатская резиденция (XVIII век) и несколько вспомогательных хозяйственных построек. В настоящее время аббатский дворец используется в качестве учебного корпуса факультетом агрономии и биоинженерии Льежского университета.